# Kanako Murakami
Kanako Murakami (村上 佳菜子?, Kanako Murakami; Nagoya, 7 novembre 1994) è una pattinatrice artistica su ghiaccio giapponese.
È stata la vincitrice della medaglia di bronzo nella finale del Grand Prix del 2010-2011, campionessa del mondo juniores nel 2010, vincitrice della finale dello Junior Grand Prix 2009-2010, campionessa nazionale juniores nel 2010 e vincitrice del bronzo nel campionato nazionale del 2009.

## Carriera sportiva

### Stagioni 2005-2006, 2006-2007 e 2007-2008
Nella stagione 2005-2006, Murakami ha partecipato ai Campionati giapponesi del 2005-2006 nella categoria Novice B, la più bassa del livello Novice, vincendo la medaglia d'argento. Tale risultato le ha permesso di partecipare, anche in questo caso nella categoria Novice, al Gardena Spring Trophy del 2006, che ha vinto.
Nella stagione 2006-2007, Kanako Murakami ha gareggiato nuovamente nei Campionati giapponesi ma nella categoria Novice A, classificandosi al settimo posto.
Nella stagione 2007-2008, Murakami ha preso parte ai Campionati giapponesi nella stessa categoria dell'anno precedente, ottenendo un quinto posto.

### Stagione 2008-2009
Al suo debutto nello Junior Grand Prix a Madrid, in Spagna, Murakami ha vinto la medaglia di bronzo, mentre ha poi vinto la competizione al suo secondo evento a Sheffield, in Inghilterra. In questo modo è divenuta la quarta pattinatrice a qualificarsi per la finale dello Junior Grand Prix 2008-2009
Prima di prendere parte alla finale del Grand Prix, la Murakami ha gareggiato nel campionato nazionale juniores, sulla base del quale sarebbe anche stata scelta la squadra giapponese per i mondiali juniores. Kanako Murakami si è classificata settima nel programma corto e prima nel libero, vincendo la medaglia di bronzo e guadagnando l'invito a partecipare ai campionati nazionali nella categoria Senior. Dal momento però che il Giappone aveva la possibilità di presentare solo due pattinatrici per i mondiali juniores, Murakami non è stata scelta per prendere parte a tale competizione.
Nella finale dello Junior Grand Prix, Murakami si è classificata seconda nel programma corto e terza nel libero, arrivando però solo quarta nel risultato finale. Nei campionati nazionali Senior invece ha ottenuto la settima posizione nel programma corto e l'ottava nel libero, concludendo al settimo posto.

### Stagione 2009-2010
Nella stagione 2009-2010 Murakami ha vinto entrambi gli eventi di qualificazione dello Junior Grand Prix, ottenendo l'accesso alla finale.

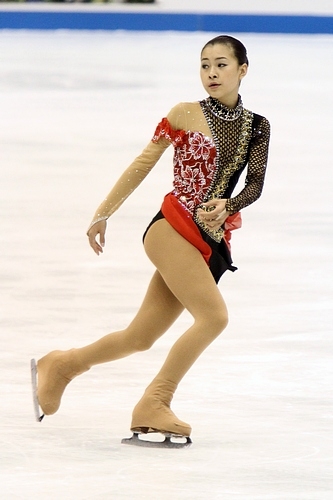
Kanako Murakami durante il programma libero all'NHK Trophy 2010

Nel campionato nazionale juniores si è classificata prima in entrambe le sezioni della gara, vincendo la medaglia d'oro.
Questa vittoria le ha garantito la qualificazione ai campionati nazionali Senior, dove si è classificata quinta dopo Mao Asada, Akiko Suzuki, Yukari Nakano e Miki Andō.
Ha anche ottenuto la partecipazione ai mondiali juniores del 2010, dove ha vinto il titolo iridato dopo essersi classificata seconda nel programma corto e prima nel libero.

### Stagione 2010-2011
Dalla stagione 2010-2011, Kanako Murakami ha iniziato a gareggiare nella categoria Senior del Grand Prix. I primi due eventi ai quali è stata assegnata sono stati l'NHK Trophy 2010 e Skate America 2010.
All'NHK Trophy 2010 si è classificata seconda nel programma corto con 56,10 punti e dietro l'italiana Carolina Kostner, per poi piazzarsi in quinta posizione nel programma libero con 94,06 punti. Ha concluso la competizione vincendo la medaglia di bronzo con un totale di 150,16 punti. All'interno di entrambi i programmi, Murakami ha eseguito correttamente una combinazione triplo toe-loop-triplo toe-loop.
A Skate America 2010 si è classificata seconda nel programma corto con 54,75 punti, dopo aver eseguito come semplice un axel che avrebbe dovuto essere doppio. Anche nel programma libero si è classificata seconda, dietro Rachael Flatt. Avendo guadagnato 110,18 punti nel secondo segmento di gara, ha ottenuto la medaglia d'oro con 164,93 punti.
Con i risultati ottenuti, Murakami si è qualificata per la finale del Grand Prix 2010-2011, dove si è classificata terza nel programma corto (nel quale ha conquistato 61,47 punti) e seconda nel libero (in cui ha guadagnato invece 117,12). In conclusione si è aggiudicata il bronzo con un totale di 178,59 punti.

### Stagione 2011-2012

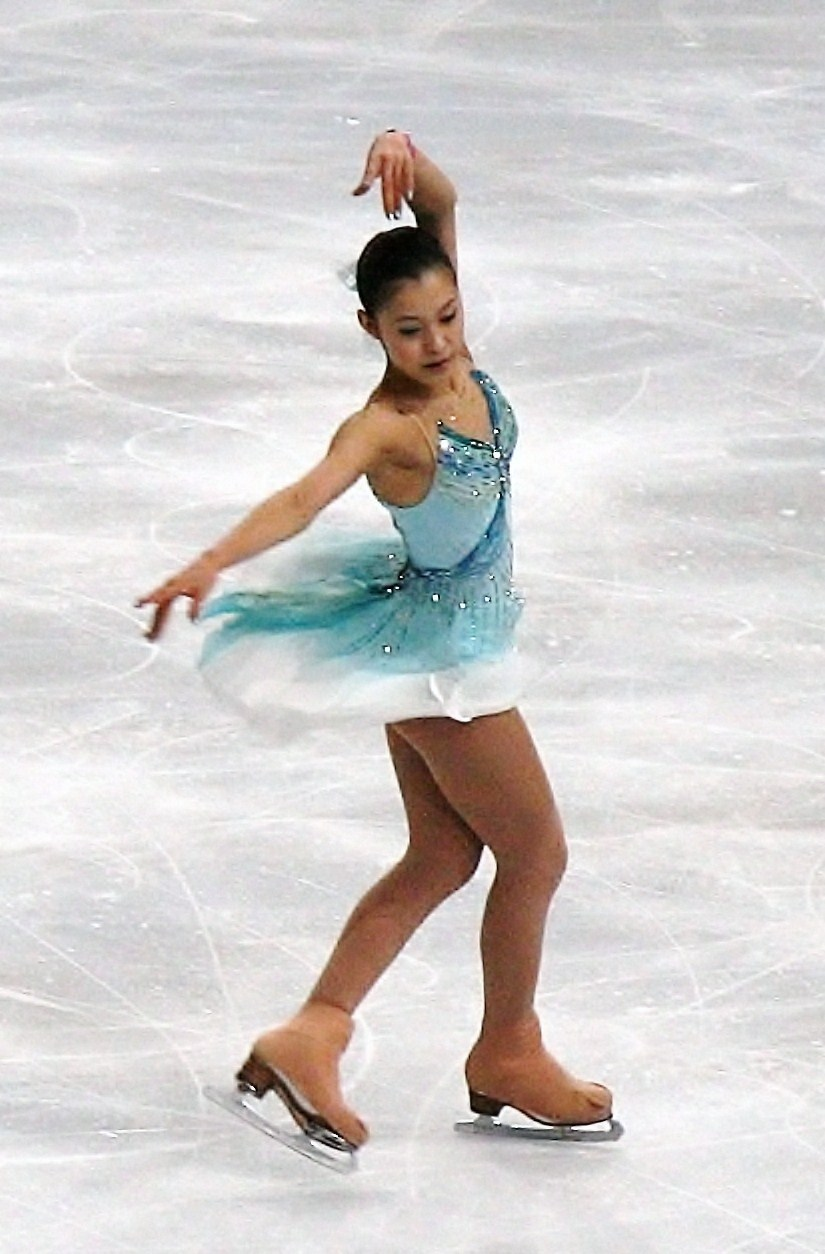
Kanako Murakami nel 2011

Per la stagione 2011-2012, Murakami è stata assegnata alla Cup of China ed al Trophée Eric Bompard.
Alla Cup of China 2011 si è classificata sesta con un punteggio totale di 150,20 punti, mentre al Trophée Eric Bompard 2011 ha ottenuto un quarto posto, con 161,31 punti totali.
Nei campionati nazionali del 2011 Kanako Murakami ha guadagnato il secondo bronzo consecutivo ed è stata convocata per far parte della squadra giapponese per i mondiali del 2012.
Murakami ha partecipato al Quattro continenti del 2012 dove si è classificata quarta. Ha poi gareggiato ai mondiali, che ha concluso in quinta posizione. Inoltre è stata chiamata a far parte della squadra giapponese per il World Team Trophy 2012. In quest'ultima competizione si è classificata terza nel programma corto ma solo ottava nel libero, finendo in sesta posizione.

### Stagione 2012-2013
Kanako Murakami ha iniziato la stagione 2012-2013 con la partecipazione a Skate Canada 2012, nel quale ha vinto la medaglia di bronzo con 168,04 punti. Nel suo secondo evento del Grand Prix 2012-2013, la Cup of Russia 2012, si è invece classificata quarta.

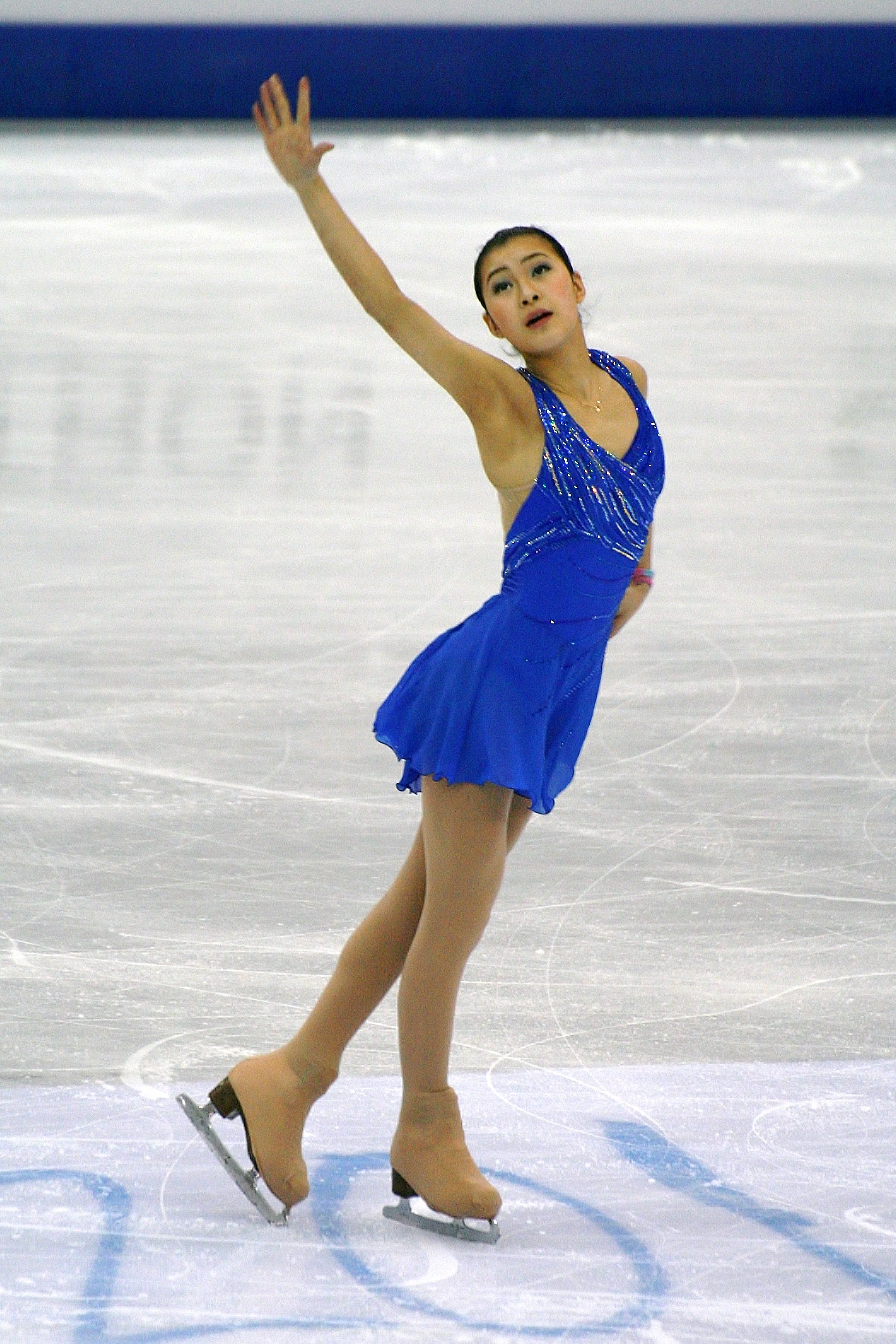
Kanako Murakami ai mondiali del 2012

Nei campionati nazionali del 2012, la Murakami si è classificata seconda, mentre a vincere l'oro è stata Mao Asada.
Ha poi partecipato per la terza volta al Quattro Continenti ed ha vinto la medaglia di bronzo al seguito delle due connazionali Mao Asada e Akiko Suzuki che hanno ottenuto rispettivamente l'oro e l'argento. La squadra nipponica ha così conquistato l'intero podio del Quattro Continenti 2013.
Infine Kanako Murakami ha concluso in quarta posizione i campionati mondiali del 2013, segnando un record personale nel punteggio con 189,73 punti.

### Stagione 2013-2014
Per la stagione 2013-2014, Murakami è stata invitata a partecipare a due eventi del Grand Prix, la Cup of China 2013 e la Cup of Russia 2013.

## Vita pubblica e sponsor
Kanako Murakami è sponsorizzata, oltre che da varie compagnie locali, dalla adidas Japan, dalla Brother Industries, dalla All Nippon Airways, dalla Otsuka Pharmaceutical e dalla Nippon Menard Cosmetic Co..
Dopo la vittoria ai mondiali juniores del 2010, Murakami ha preso parte a molti eventi locali, fra cui la cerimonia del primo tiro dei Chunichi Dragons, una squadra di baseball professionistico con sede a Nagoya.

## Programmi
| Stagione  | Programma corto | Programma libero                                                                         | Esibizione |
| --------- | --- | ---------------------------------------------------------------------------------------- | --- |
| 2012–2013 | Prayer for Taylor | Oblivion A fuego lento Adiós Nonino di Ástor Piazzolla                                   | Someone like You Rolling in the Deep di Adele                                                                         |
| 2011–2012 | Chaconne dalla Partita per violino No. 2 di Johann Sebastian Bach arrangiata da Ikuko Kawai coreografia di Tat'jana Tarasova | Concerto per violino e orchestra op. 64 di Felix Mendelssohn coreografia di Marina Zueva | Amarti Si di Filippa Giordano                                                                                         |
| 2010–2011 | Jumpin' Jack dei Big Bad Voodoo Daddy                                                                                        | Colonna sonora del film La maschera di Zorro di James Horner                             | Be Italian Colonna sonora del film Nine eseguita da Fergie                                                            |
| 2009–2010 | Néctar Flamenco di Eduardo Niebla & Frente a Frente di Lucía Méndez                                                          | Il lago dei cigni di Pëtr Il'ič Čajkovskij                                               | (The Legend of) Miss Baltimore Crabs Colonna sonora del film Hairspray - Grasso è bello eseguita da Michelle Pfeiffer |
| 2008–2009 | Luci della ribalta & Tempi moderni di Charlie Chaplin                                                                        | Diabolo Rojo & Vamos a Bailar dei Gipsy Kings                                            | Baby Face di Brenda Lee                                                                                               |

## Palmarès
| Internazionali | Internazionali | Internazionali | Internazionali | Internazionali | Internazionali | Internazionali | Internazionali | Internazionali | Internazionali | Internazionali | Internazionali | Internazionali | Internazionali | Internazionali | Internazionali |
| Evento | 2004–05        | 2005–06        | 2006–07        | 2007–08        | 2008–09        | 2009–10        | 2010–11        | 2011–12        | 2012–13        | 2013-14        | 2014–15        | 2015-16        | 2016-17        |                |                |
| --- | -------------- | -------------- | -------------- | -------------- | -------------- | -------------- | -------------- | -------------- | -------------- | -------------- | -------------- | -------------- | -------------- | -------------- | -------------- |
| Giochi olimpici invernali |                |                |                |                |                |                |                |                |                | 12º            |                |                |                |                |                |
| Campionati mondiali |                |                |                |                |                |                | 8º             | 5º             | 4º             | 10º            | 7°             |                |                |                |                |
| Quattro continenti |                |                |                |                |                |                |                | 4º             | 3º             | 1º             |                | 7°             |                |                |                |
| GP Finale |                |                |                |                |                |                | 3º             |                |                |                |                |                |                |                |                |
| GP Trophée Eric Bompard |                |                |                |                |                |                |                | 4º             |                |                |                | 4°             |                |                |                |
| GP Cup of China |                |                |                |                |                |                |                | 6º             |                | 4º             | 3º             |                |                |                |                |
| GP NHK Trophy |                |                |                |                |                |                | 3º             |                |                |                | 4°             |                |                |                |                |
| GP Cup of Russia |                |                |                |                |                |                |                |                | 4º             | 7º             |                |                | 11°            |                |                |
| GP Skate America |                |                |                |                |                |                | 1º             |                |                |                |                |                | 10°            |                |                |
| Skate Canada |                |                |                |                |                |                |                |                | 3º             |                |                | 4°             |                |                |                |
| CS Lombardia Trophy |                |                |                |                |                |                |                |                |                |                |                |                | 6°             |                |                |
| CS U.S. Classic |                |                |                |                |                |                |                |                |                |                |                | 7°             |                |                |                |
| Giochi asiatici invernali |                |                |                |                |                |                | 1º             |                |                |                |                |                |                |                |                |
| Ice Challenge |                |                |                |                |                | 1º             |                |                |                |                |                |                |                |                |                |
| Internazionali: categoria Junior |                |                |                |                |                |                |                |                |                |                |                |                |                |                |                |
| Campionati mondiali juniores |                |                |                |                |                | 1º             |                |                |                |                |                |                |                |                |                |
| JGP Finale |                |                |                |                | 4º             | 1º             |                |                |                |                |                |                |                |                |                |
| JGP Croazia |                |                |                |                |                | 1º             |                |                |                |                |                |                |                |                |                |
| JGP Gran Bretagna |                |                |                |                | 1º             |                |                |                |                |                |                |                |                |                |                |
| JGP Polonia |                |                |                |                |                | 1º             |                |                |                |                |                |                |                |                |                |
| JGP Spagna |                |                |                |                | 3º             |                |                |                |                |                |                |                |                |                |                |
| Challenge Cup |                |                |                |                | 1º J.          |                |                |                |                |                |                |                |                |                |                |
| Gardena Spring Trophy |                | 1º N.          |                |                |                |                |                |                |                |                |                |                |                |                |                |
| Mladost Trophy | 2º Sp.         |                |                |                |                |                |                |                |                |                |                |                |                |                |                |
| Nazionali |                |                |                |                |                |                |                |                |                |                |                |                |                |                |                |
| Campionati giapponesi |                |                |                |                | 7º             | 5º             | 3º             | 3º             | 2nd            | 2nd            | 5°             | 6°             | 8°             |                |                |
| Campionati giapponesi juniores |                |                |                |                | 3º             | 1º             |                |                |                |                |                |                |                |                |                |
| Campionati giapponesi Novice |                |                | 7º             | 5º             |                |                |                |                |                |                |                |                |                |                |                |
| Eventi a squadre |                |                |                |                |                |                |                |                |                |                |                |                |                |                |                |
| World Team Trophy |                |                |                |                |                |                |                | 1ºS / 6ºP      |                |                | 3ºS / 6ºP      |                |                |                |                |
| Japan Open |                |                |                |                |                |                |                |                |                | 1ºS / 5ºP      | 3ºS / 4ºP      |                |                |                |                |
| Sp. = Categoria Spring girls; N. = Categoria Novice; J. = Categoria Juniores S = Risultato della squadra; P = Risultato personale (le medaglie sono state consegnate solo sulla base dei risultati delle squadre) |                |                |                |                |                |                |                |                |                |                |                |                |                |                |                |

## Risultati in dettaglio

### Risultati nella categoria Senior

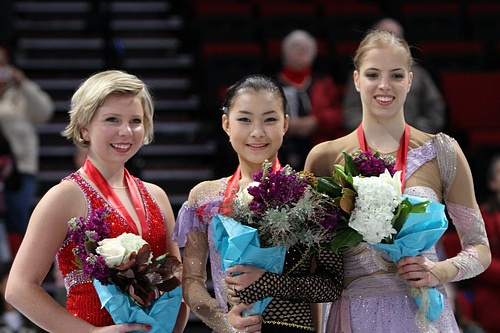
Kanako Murakami con la medaglia d'oro a Skate America 2010

| Stagione 2012-2013  |                                 |         |          |          |
| Data                | Evento                          | PC      | PL       | Totale   |
| 13–17 marzo 2013    | Campionati mondiali 2013        | 3 66.64 | 7 123.09 | 4 189.73 |
| 8–11 febbraio 2013  | Quattro continenti 2013         | 3 64.04 | 3 116.99 | 3 181.03 |
| 20–24 dicembre 2012 | Campionati giapponesi 2012-2013 | 5 57.26 | 2 126.41 | 2 183.67 |
| 9–11 novembre 2012  | Cup of Russia 2012              | 6 56.78 | 3 109.56 | 4 166.34 |
| 26–28 ottobre 2012  | Skate Canada 2012               | 4 56.21 | 4 111.83 | 3 168.04 |

| Stagione 2011–2012  |                                 |         |          |          |
| Data                | Evento                          | PC      | PL       | Totale   |
| 18–22 aprile 2012   | World Team Trophy 2012          | 3 63.78 | 8 95.84  | 6 159.62 |
| 26–31 marzo 2012    | Campionati mondiali 2012        | 2 62.67 | 5 112.74 | 5 175.41 |
| 7–12 febbraio 2012  | Quattro continenti 2012         | 3 63.45 | 5 105.87 | 4 169.32 |
| 22–26 dicembre 2011 | Campionati giapponesi 2011-2012 | 1 65.56 | 6 107.13 | 3 172.69 |
| 18–20 novembre 2011 | Trophee Eric Bompard 2011       | 4 55.77 | 4 105.54 | 4 161.31 |
| 4–6 novembre 2011   | Cup of China 2011               | 4 53.09 | 7 97.11  | 6 150.20 |

| Stagione 2010–2011         |                                 |          |          |          |
| Data                       | Evento                          | PC       | PL       | Totale   |
| 24 aprile – 1º maggio 2011 | Campionati mondiali 2011        | 10 54.86 | 7 112.24 | 8 167.10 |
| 3–5 febbraio 2011          | Asian Winter Games 2011         | 1 54.48  | 1 122.56 | 1 177.04 |
| 24–26 dicembre 2010        | Campionati giapponesi 2010-2011 | 3 61.50  | 3 126.02 | 3 187.52 |
| 9–12 dicembre 2010         | Finale del Grand Prix 2010–2011 | 3 61.47  | 2 117.12 | 3 178.59 |
| 11–14 novembre 2010        | Skate America 2010              | 2 54.75  | 2 110.18 | 1 164.93 |
| 22–24 ottobre 2010         | NHK Trophy 2010                 | 2 56.10  | 5 94.06  | 3 150.16 |

### Risultati nella categoria Junior

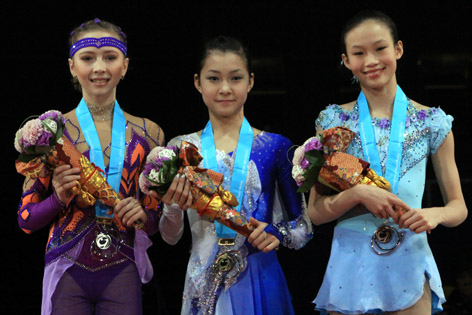
Kanako Murakami alla finale dello Junior Grand Prix 2009-2010

| Stagione 2009–2010            | Stagione 2009–2010                       | Stagione 2009–2010 | Stagione 2009–2010 | Stagione 2009–2010 | Stagione 2009–2010 |
| Data                          | Evento                                   | Livello            | PC                 | PL                 | Totale             |
| ----------------------------- | ---------------------------------------- | ------------------ | ------------------ | ------------------ | ------------------ |
| 8–14 marzo 2010               | Mondiali Juniores 2010                   | Junior             | 2 59.00            | 1 106.47           | 1 165.47           |
| 25–27 dicembre 2009           | Campionati giapponesi 2009–2010          | Senior             | 5 60.28            | 5 116.33           | 5 176.61           |
| 3 – 6 dicembre 2009           | Finale del Grand Prix 2009–2010          | Junior             | 2 59.52            | 1 101.01           | 1 160.53           |
| 21–23 novembre 2009           | Campionati giapponesi juniores 2009-2010 | Junior             | 1 58.96            | 1 106.89           | 1 165.85           |
| 28 ottobre – 1º novembre 2009 | Ice Challenge 2009                       | Senior             | 1 59.40            | 1 111.01           | 1 170.41           |
| 7–11 ottobre 2009             | Junior Grand Prix 2009 - Croazia         | Junior             | 1 59.74            | 1 95.18            | 1 154.92           |
| 9–12 settembre 2009           | Junior Grand Prix 2009 - Polonia         | Junior             | 1 56.16            | 1 104.69           | 1 160.85           |

| Stagione 2008–2009    | Stagione 2008–2009                       | Stagione 2008–2009 | Stagione 2008–2009 | Stagione 2008–2009 | Stagione 2008–2009 |
| Data                  | Evento                                   | Livello            | PC                 | PL                 | Totale             |
| --------------------- | ---------------------------------------- | ------------------ | ------------------ | ------------------ | ------------------ |
| 4 – 8 febbraio 2009   | Challenge Cup 2009                       | Junior             | 1 48.16            | 1 87.98            | 1 136.14           |
| 25 – 27 dicembre 2008 | Campionati giapponesi 2008–2009          | Senior             | 7 55.74            | 8 92.09            | 7 147.83           |
| 23–24 novembre 2008   | Campionati giapponesi juniores 2008–2009 | Junior             | 7 48.94            | 1 94.55            | 3 144.15           |
| 11–14 dicembre 2008   | Finale dello Junior Grand Prix 2008–2009 | Junior             | 2 51.04            | 3 90.59            | 4 141.63           |
| 15–18 ottobre 2008    | Junior Grand Prix 2008 - Gran Bretagna   | Junior             | 1 55.52            | 2 98.32            | 1 153.84           |
| 24–29 settembre 2008  | Junior Grand Prix 2008 - Spagna          | Junior             | 2 46.58            | 3 80.29            | 3 126.87           |

### Risultati nella categoria Novice
| Stagione 2005–2006 | Stagione 2005–2006         | Stagione 2005–2006 | Stagione 2005–2006 | Stagione 2005–2006 | Stagione 2005–2006 |
| Data               | Evento                     | Livello            | PC                 | PL                 | Totale             |
| ------------------ | -------------------------- | ------------------ | ------------------ | ------------------ | ------------------ |
| 29–31 marzo 2006   | Gardena Spring Trophy 2006 | Novice             | 1 39.55            | 1 66.51            | 1 106.06           |

- PC = Programma corto; PL = Programma libero